# Dalatias
Dalatias is een geslacht van kraakbeenvissen uit de familie Dalatiidae (Valse doornhaaien).

## Soort
- Dalatias licha (Bonnaterre, 1788) – Valse doornhaai